# Axel Widegren
Axel Widegren född 8 augusti 1990 i Stockholm är en svensk barnskådespelare som debuterade i filmen Juloratoriet, där han spelade Krister Henrikssons rollfigur som liten. 1998 var han med i Lukas Moodysons flerfaldigt belönade film och stora genombrott Fucking Åmål och 1999 medverkade han i en engelsk-svensk produktion som kallades Stray Dogs.